# Матвеев, Михаил Михайлович
Михаи́л Миха́йлович Матве́ев (1937—2000) — актёр театра и кино. Народный артист Российской Федерации (1993).

## Биография
Уже со школьной скамьи Михаил увлёкся театром, занимался в школьном театральном кружке. По окончании школы поступает в Ленинградский театральный институт имени А. Н. Островского. По окончании института в 1961 году пришёл работать в труппу Ленинградского театра драмы и комедии, но уже в 1964 году перешёл в Ленинградский театр имени Комиссаржевской, где и служил до конца жизни.
Среди наиболее известных его спектаклей: «Зыковы», «Дети Ванюшина», «Влюблённый лев», «Продавец дождя», «Бульварная история» и другие. Матвеев был религиозен и верил без притворства. Настоящая вера привела его к созданию моноспектакля «Житие протопопа Аввакума», которым он завораживал зрительный зал, играя с большой отдачей и убедительностью. «Житие протопопа Аввакума» получил высокую оценку жюри фестиваля моноспектаклей в Болгарии.
Много играл в кино. Наиболее известные роли в кино — Егор Шелухин («Цыган», «Возвращение Будулая»), Василь Перегуда («Красные дипкурьеры»), Живица («Пламя»), Луи («Время-не-ждёт»), Игнат Мазур («72 градуса ниже нуля»), Виктор («Война под крышами»), другие роли.
Похоронен на Серафимовском кладбище

## Фильмография
| Год  | Фильм                                                  | Роль             | Примечания |
| ---- | ------------------------------------------------------ | ---------------- | ---------- |
| 1967 | Возмездие                                              | сын Серпилина    |            |
| 1967 | Война под крышами                                      | Виктор           |            |
| 1971 | Всего три недели...                                    | Игорь Сивко      |            |
| 1974 | Незабытая песня                                        | переводчик       |            |
| 1974 | Пламя                                                  | Живица           |            |
| 1975 | Время-не-ждёт                                          | Луи              |            |
| 1975 | Долгие вёрсты войны                                    | Петров           |            |
| 1976 | Семьдесят два градуса ниже нуля                        | Игнат Мазур      |            |
| 1977 | Знак вечности                                          | эпизод           |            |
| 1977 | Красные дипкурьеры                                     | Василь Перегуда  |            |
| 1979 | Сегодня и завтра                                       | Бережной         |            |
| 1979 | Цыган                                                  | Шелухин          |            |
| 1980 | Жизнь и приключения четырёх друзей                     | лётчик           |            |
| 1981 | Паруса моего детства                                   |                  |            |
| 1983 | Небывальщина                                           |                  |            |
| 1983 | Чёрный замок Ольшанский                                | ловчий           |            |
| 1984 | Сказочное путешествие мистера Бильбо Беггинса, Хоббита | Верховный гоблин |            |
| 1985 | Возвращение Будулая                                    | Шелухин          |            |
| 1985 | Эй, на линкоре! (в составе киноальманаха «Мостик»)     | Николай Иванович |            |
| 1989 | Благородный разбойник Владимир Дубровский              | Никифор          |            |
| 1989 | Птицам крылья не в тягость                             | Полушкин         |            |
| 1991 | Мона Лиза                                              | старец, Калинин  |            |
| 1994 | Проклятие Дюран                                        |                  |            |
| 1994 | Свободная зона                                         |                  |            |
| 1999 | Улицы разбитых фонарей 2. Новое слово в живописи       | Шаповалов        |            |